# Điểu học

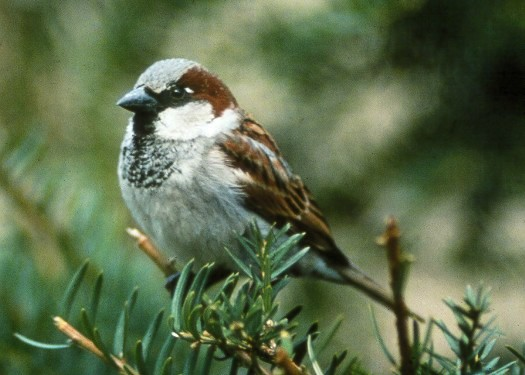
Sẻ nhà

Điểu học hay cầm điểu học là một nhánh của ngành động vật học chuyên nghiên cứu về các loài chim. Điểu học trong tiếng Anh là "ornithology" xuất phát từ tiếng Hy Lạp cổ, trong đó ὄρνις (ornis) nghĩa là "chim" và λόγος (logos) nghĩa là "giải thích". Điểu học có nhiều mặt khác biệt với các lĩnh vực nghiên cứu động vật khác, một phần bởi điều kiện quan sát và tính thẩm mỹ của các loài chim. Công việc nghiên cứu hầu hết được thực hiện bởi các nhà nghiên cứu nghiệp dư áp dụng các nguyên tắc phương pháp luận chặt chẽ. Điểu học trong tiếng Anh là ornithology có nguồn gốc từ tiếng Hy Lạp ornithologos và tiếng Latinh cuối thế kỷ XVII ornithologia nghĩa là "khoa học về chim chóc".
Ngành điểu học có một lịch sử lâu đời, nghiên cứu về chim đã giúp loài người phát triển những khái niệm then chốt về tiến hóa, tập tính học và sinh thái học như các định nghĩa về loài, quá trình hình thành loài, bản năng, học hỏi, ổ sinh thái, guilds, địa lý sinh học đảo, phylogeography và bảo tồn chim. Thuở ban đầu, ngành vấn đề ngành điểu học tập trung chính là mô tả giống loài cũng như sự phân bố của loài đó, các nhà cầm điểu học hiện nay tìm kiếm câu trả lời cho các câu hỏi cụ thể hơn, với chim là vật mẫu cho các thí nghiệm về giả thuyết và các tiên đoán dựa trên các thuyết. Hầu hết các thuyết sinh học hiện đại áp dụng hệ thống phân loại sinh học và vì thế, số lượng nhà khoa học tự nhận mình là "nhà cầm điểu học" chuyên nghiệp cũng giảm xuống. Nhiều công cụ và kỹ thuật đã được sử dụng trong bộ môn điểu học, cả trong phòng thí nghiệm hoặc trên thực địa, và nhiều đột phá đã được tạo ra.

## Hình ảnh

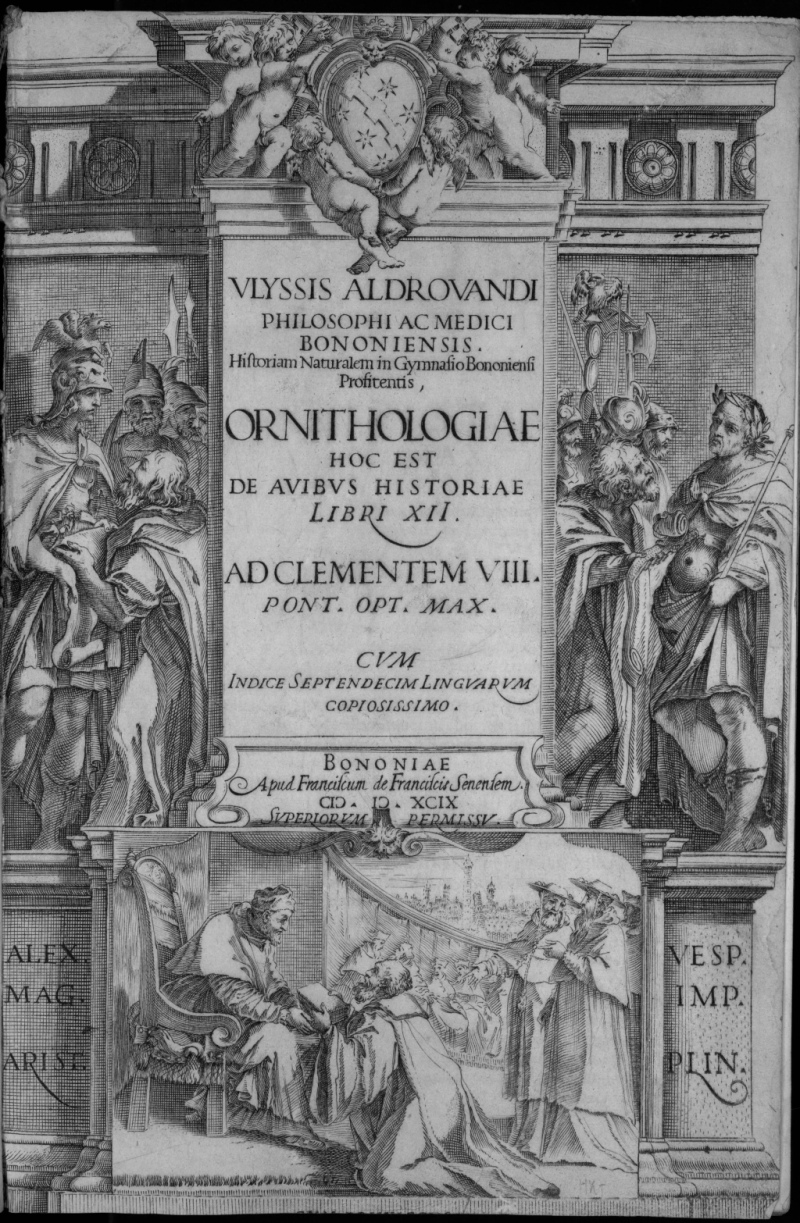
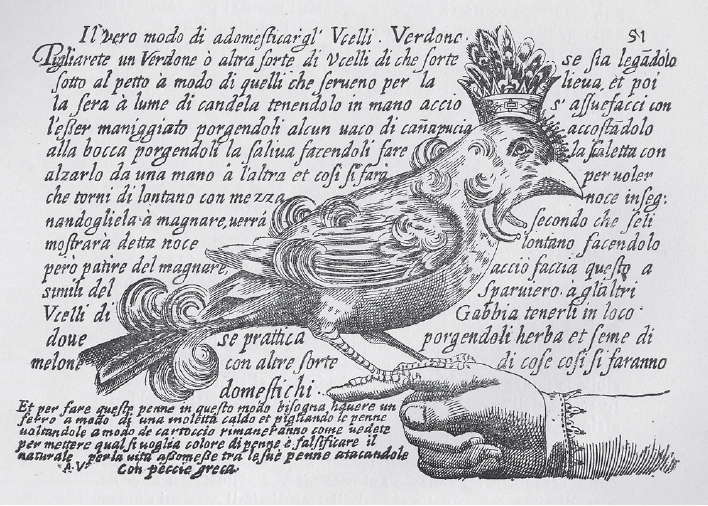
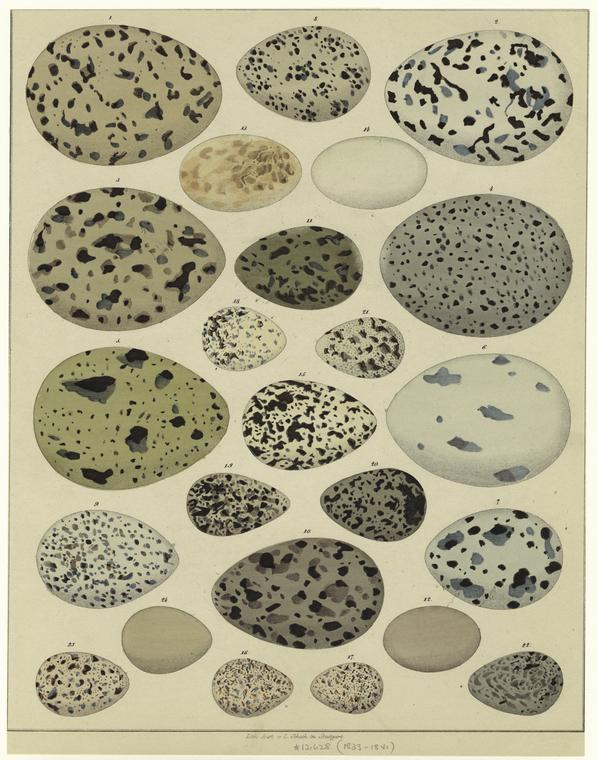
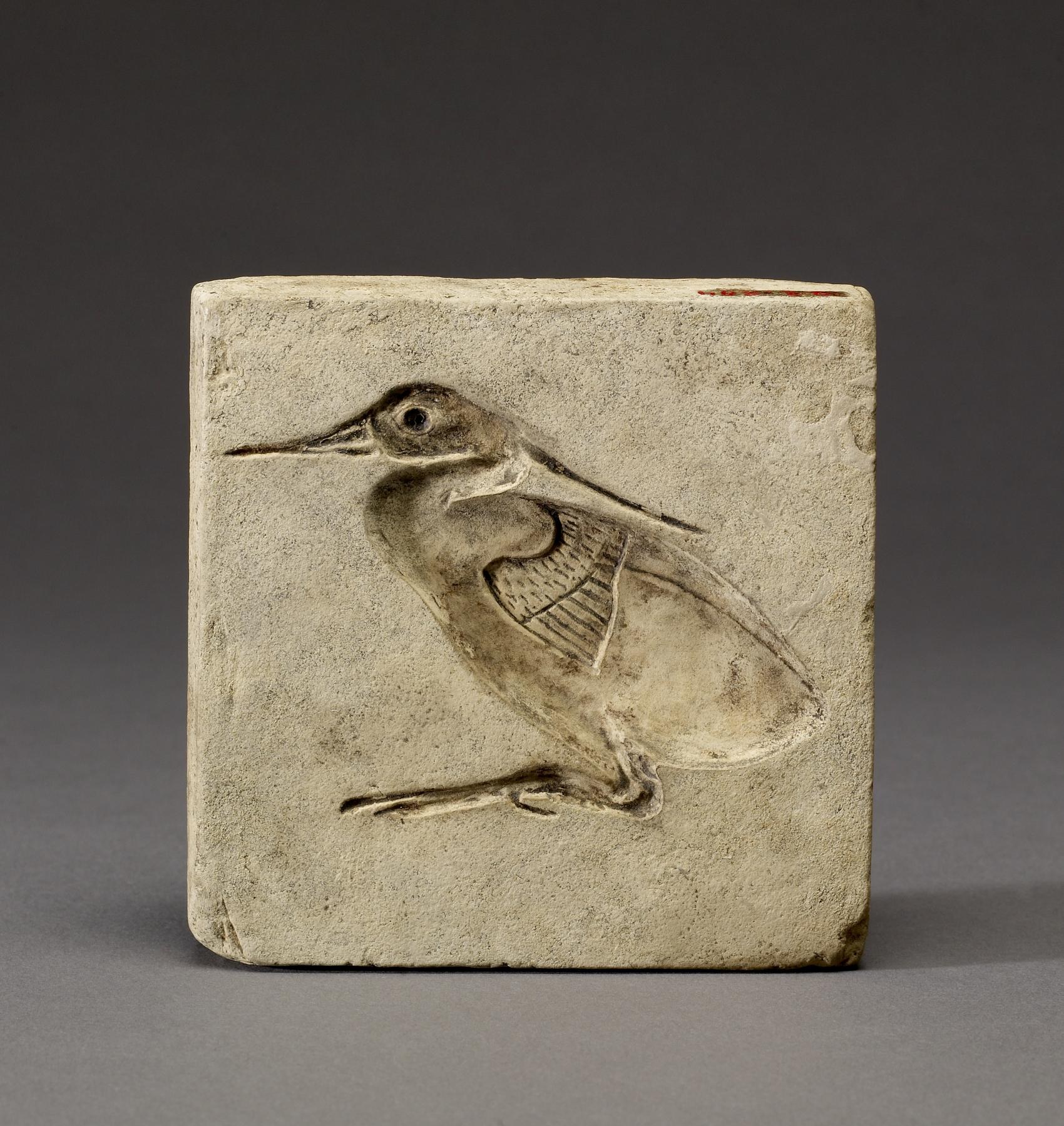
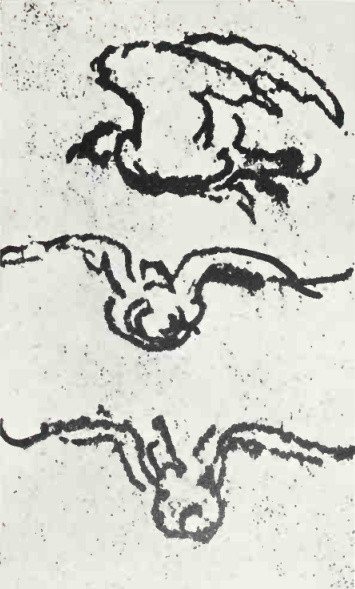